# Intermission (альбом Dio)
Intermission — концертный альбом группы Dio, выпущенный в 1986 году в Европе звукозаписывающим лейблом Vertigo и Warner Bros. — в Северной Америке.
Песни были записаны с Вивианом Кэмпбеллом во время первой части тура Sacred Heart. Крэйг Голди заменил Кэмпбелла, и группа хотела что-то представить в новом составе. Записанная с Голди «Time to Burn» была включена в альбом. Позднее группа возобновила тур Sacred Heart в поддержку этого альбома.
На обложке диска была размещена фотография сценического шоу того периода, иллюстрирующая сражение вокалиста группы с драконом Дензелом.

## Список композиций
| №  | Название                                                                        | Автор(ы)                                                                           | Длительность |
| -- | ------------------------------------------------------------------------------- | ---------------------------------------------------------------------------------- | ------------ |
| 1. | «King of Rock and Roll»                                                         | Ронни Джеймс Дио, Вивиан Кэмпбелл, Джимми Бэйн, Винни Апписи                       | 3:41         |
| 2. | «Rainbow in the Dark»                                                           | Ронни Джеймс Дио, Вивиан Кэмпбелл, Джимми Бэйн, Винни Апписи                       | 4:42         |
| 3. | «Sacred Heart»                                                                  | Ронни Джеймс Дио, Вивиан Кэмпбелл, Джимми Бэйн, Винни Апписи                       | 6:23         |
| 4. | «Time to Burn» (студийная запись)                                               | Ронни Джеймс Дио, Крэйг Голди, Джимми Бэйн, Клод Шнелл, Винни Апписи               | 4:25         |
| 5. | «Rock ’n’ Roll Children / Long Live Rock ’n’ Roll / Man on the Silver Mountain» | Ронни Джеймс Дио / Ронни Джеймс Дио, Ричи Блэкмор / Ронни Джеймс Дио, Ричи Блэкмор | 9:40         |
| 6. | «We Rock»                                                                       | Ронни Джеймс Дио                                                                   | 4:55         |

## Участники записи
- Ронни Джеймс Дио — вокал
- Вивиан Кэмпбелл — соло-гитара
- Крэйг Голди — гитара в «Time to Burn» и запись путём наложения ритм-гитары на концертный материал
- Джимми Бэйн — бас-гитара
- Клод Шнелл — клавишные
- Винни Апписи — ударные

## Позиции в чартах
| Год           | Альбом          | Позиция в чарте |     |
| ------------- | --------------- | --------------- | --- |
| Billboard 200 | UK Album Charts |                 |     |
| 1986          | Intermission    | #70             | #22 |